# Pasquale Viganò
Pasquale Viganò (Parabiago, 1º dicembre 1911 – Parabiago, 30 gennaio 1980) è stato un calciatore e allenatore di calcio italiano, di ruolo difensore.

## Carriera
Esordisce in Serie A con la maglia del Legnano, dove colleziona 4 presenze nel Serie A 1930-1931, terminato con la retrocessione. Segue poi la squadra in Serie B le due stagioni successive, prima di passare alla Pro Patria dove disputa due campionati tra i cadetti e uno in Serie C.
Nel 1936 approda al L'Aquila dove rimane per tre stagioni (la prima in Serie B e le successive due in Serie C), prima di chiudere la propria carriera con un biennio al Rimini dove nell'ultimo anno assolve anche alla funzione di allenatore in coppia con Mario Bruno.